# KKBox
KKBox, estilizado como KKBOX, es un servicio de transmisión de música desarrollado en 2005 por KKBox Inc., una compañía de software en Taipéi, Taiwán. Es parte del grupo japonés de telecomunicaciones KDDI . El servicio se dirige principalmente a los mercados musicales del Este y Sudeste de Asia, centrándose en regiones que incluyen Taiwán, Hong Kong, Malasia, Japón y Singapur. Trabajando sobre una base freemium, tanto los miembros pagos como los gratuitos pueden escuchar más de 20 millones de canciones en teléfonos inteligentes, televisores, centros de medios y computadoras. 
Como software de transmisión de música con sede en Taiwán, KKBox atiende principalmente a usuarios que hablan idioma mandarín mediante la colaboración con compañías discográficas en la industria musical taiwanesa. KKBox también tiene vínculos estrechos con artistas taiwaneses y artistas de mandopop como Jay Chou, Eric Chou y Bii.

## Desarrollo
Después de lanzar KKBox en Taiwán, la compañía expandió el servicio de transmisión de música a Hong Kong y Macao en 2009, Japón en 2011, Malasia y Singapur en 2013. A partir de 2011, KKBox recibió inversiones de KDDI Corporation, una compañía de telecomunicaciones japonesa, que posee el 76% de las acciones; HTC Corporation, una empresa de teléfonos inteligentes, y GIC, un fondo del Gobierno de Singapur.
KKBox ha operado en Windows, Windows Media Center, MacOS X, iOS, Android, Symbian, Bada, en parte de Java, y desde 2015, en Apple Watch.
En 2006, se llevó a cabo la primera ceremonia de los KKBox Music Awards en Taiwán. Varios artistas que se han presentado y han sido honrados, incluidos Eason Chan, Jay Chou, Jolin Tsai, Apink y Sekai no Owari. En enero de 2017, KKBox anunció a los ganadores de la 12.ª edición de los KKBox Music Awards.

## Controversia
En 2007, se sospechaba que KKBox reproducía obras musicales y permitía a sus miembros descargarlas sin autorización. Las obras incluyeron 324 canciones propiedad de HCM Music y el compositor Chan Kien Ming. El propietario y gerente de KKBox fueron procesados por la Oficina del Fiscal del Distrito de Taipéi. En 2009, el Tribunal sostuvo que el caso se consideraba una disputa civil y los acusados fueron absueltos.